# 船幽霊

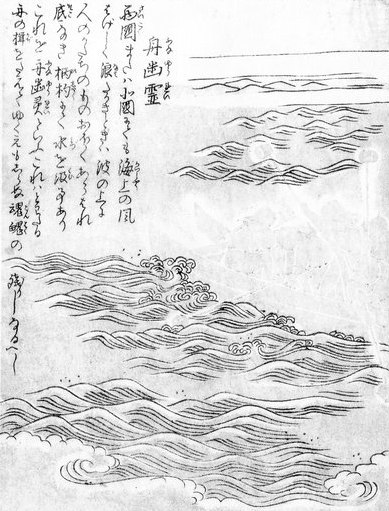
鳥山石燕『今昔画図続百鬼』より「舟幽霊」

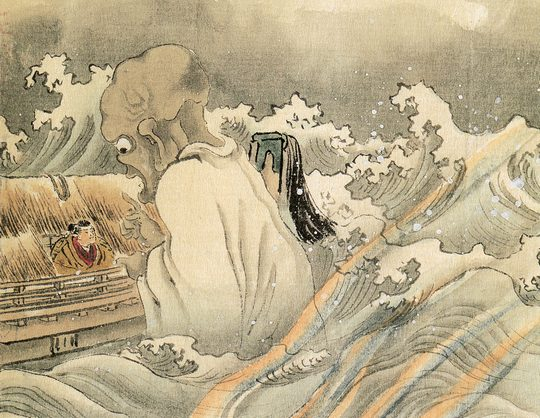
河鍋暁斎画『船頭と船幽霊』。海坊主のような妖怪が船幽霊と解釈されている一例。

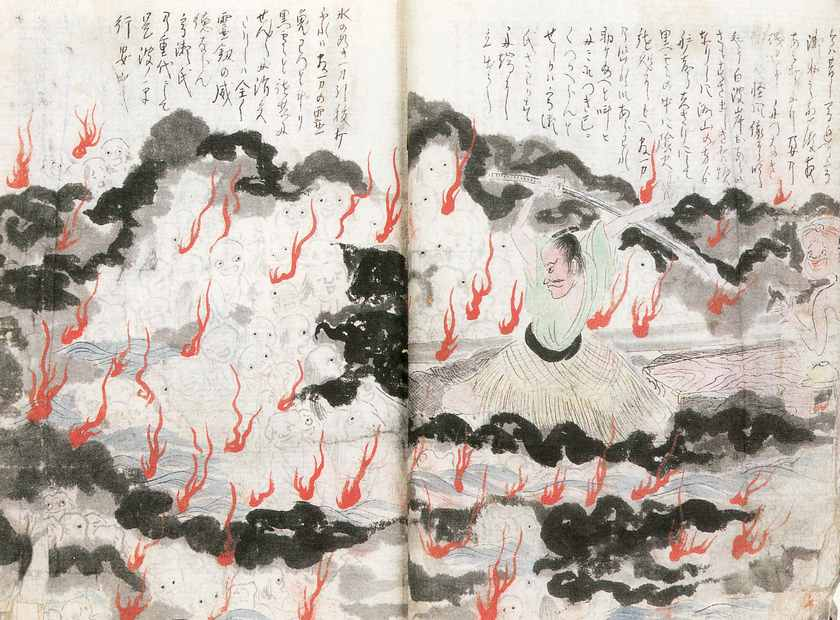
『土佐化物絵本』。怪火となって現れる船幽霊の一例。

船幽霊、舟幽霊（ふなゆうれい）は、日本全国各地に伝わる海上の幽霊が怨霊となったもの。江戸時代の怪談、随筆、近代の民俗資料などに多く見られる。山口県や佐賀県ではアヤカシと呼ぶ。

## 伝承
ひしゃくで水を汲みいれて船を沈没させるなどと信じられた幽霊。水難事故で他界した人の成れの果てといい、人間を自分たちの仲間に引き入れようとしているという。その害を防ぐためには、握り飯を海に投げ入れたり、底の抜けたひしゃくを用意したりするなどの方法が伝えられている。土地により亡者船、ボウコ、アヤカシなどとも呼ばれる。同様に海の怪異として知られる海坊主も、地方によっては妖怪ではなく船幽霊の一種とされる。
その姿は地方や伝承によっていくつかに大別され、船と亡霊が水上に現れるもの、帆船など船そのものが亡霊として現れるもの（いわゆる幽霊船）、人の乗っている船の上に亡霊だけが現れるもの、海坊主や怪火として現れるもの、山や断崖などの幻影や怪音現象として現れるものなどがあり、以上の現象のいくつかが組み合わさった例も見られる。海上での伝承が多いが、海のない地方でも河、湖、沼に現れたともいう。高知県に伝わる鬼火の一種・けち火も船幽霊と見なされることがある。
現れるのは時化の夜や霧のかかった夜が多い。また盆の十六日に操業していると死者が船縁に近づいてき船を沈めようとする。ほかにも霧の濃い晩に船を走らせていると目の前に絶壁、あるいは滑車のない帆船が現れ、慌てて避けると転覆したり暗礁に乗り上げるので、構わず真っ直ぐ突き抜けると自然に消えてしまう。
船を沈ませようとする以外にも、高知県幡多郡大月町では船のコンパスを狂わせるといい、富山県では北海道へ行く漁船に船幽霊が乗り移って、乗員の首を締め上げるという。愛媛県では船幽霊に遭ったとき、それを避けて船の進路を変えると、座礁してしまうという。また、かつては悪天候の日には船が遭難しないよう、陸地でかがり火を焚いたというが、船幽霊が沖で火を焚いて船頭の目を迷わせ、この火に近づくと海に飲み込まれて溺死してしまうという。
船幽霊を追い払う方法も土地によって様々な伝承があり、宮城県では船幽霊が現れたとき、こちらの船を止めてじっとにらみつけると消えるとされる。竿で水をかき回すと良いともいう。海に物を投げ込むと良いという説も多く、神津島では香花、線香、団子、洗米、水など、高知では灰や49個の餅、前述の高知の大月町では土用豆、長崎県では苫、灰、燃えさしの薪を投げこむという。また高知では、「わしは土左衛門だ」と言って自分が船幽霊の仲間と言い張ることで追い払うことができるともいう。愛媛では、マッチに火をつけて投げることで船幽霊を退散させたという。

## 古典

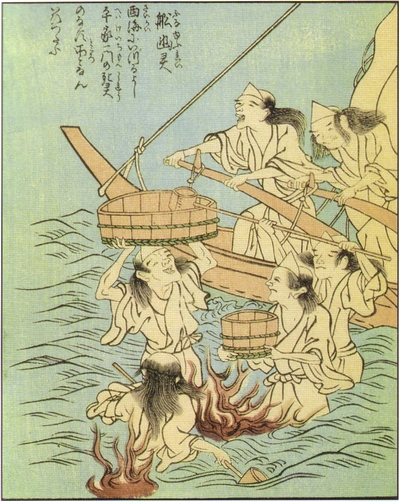
竹原春泉画『絵本百物語』より「船幽霊」

江戸時代の奇談集『絵本百物語』では、西海に現れるという船幽霊を平家一門の死霊としている（画像参照）。平家は壇ノ浦の戦いで滅びたことで知られるが、関門海峡の壇ノ浦・和布刈間（早鞆）の沖では甲冑姿の船幽霊が現れ「提子をくれ」と言って船に取りついてきたといわれる。ひしゃくを貸すと船に水を汲み入れられるので、船乗りはこの海を渡るにあたり、椀の底を抜いて供えておき、船幽霊にはそれを渡して凌いだという。あるときに霊を憐れんだ法師が法会を行い、この怪異は失せたという。
江戸時代の知識人・山岡元隣は海上に火の玉や亡霊が現れる船幽霊についても朱子の朱子学を例に持ち言及しており、恨みを抱いて死んだ人が復讐を果たしてなお亡魂を残している例をいくつか挙げ、「かやうの事つねに十人なみにあることには待らねども、たまたまはある道理にして、もろこしの書にもおりおり見え待る」と結論している。煙は手に取れないが、積もって煤になれば手に取れる。気は質のはじめであり、気が滞って、形を成したり声を生じたりするのを幽霊と呼ぶ。もっともこの幽霊も滞った気が散っていくにしたがって消えうせるとしている。

## 近年の事例
1954年に戦後最大の海難事故とされる洞爺丸事故が起きた後、事故後に就航した連絡船のスクリューに奇妙な傷跡が見つかるようになり、事故の犠牲者が船幽霊となってスクリューに爪を立てているという噂が立った事例がある（これは後に電蝕による傷と判明した）。この船幽霊は海ばかりか陸にも現れたといい、北海道の七重浜で夜中にタクシーに乗った全身ずぶ濡れの女性が、目的地に着くと姿を消し、洞爺丸の幽霊と噂されたという。また青森駅では、宿直室で寝ていた職員が窓ガラスを叩く音で目を覚ましたところ、窓ガラス越しにずぶ濡れの手が見え、「洞爺丸の犠牲者が救いを求めている」と慌てて逃げ帰り、翌朝にはその窓ガラスに手形が残っていたという。
また1969年には神奈川県の海で、白い人影のようなものが目撃されて「ひしゃくを下さい」と声が聞こえたといわれ、大学のヨット部の遭難した部員が、沈んだヨットから水を汲み出したがっているといわれた。

## 民俗学からの観点
民俗学者・花部英雄によれば、船幽霊の出現は風雨や濃霧の晩、急に天候が悪化したときに多く、こうした状況下では事故が発生しやすく話に現実味が加わり、不気味さや不安感をかきたてるため、僅かの怪異も伝承の枠の中に組み入れて幻影・幻想を現実として語ったりするとされる。出現時期に盆が多いのは精霊船のイメージと重なるためとされる。しかしその根底には、祀られることの無い水死者の霊が浮遊していて船幽霊に化して現れる死霊信仰があり、盆や大晦日あるいは特定の日などの禁漁日に海に出てはならない、また近づいてはならない海域に出現する、などの禁忌を犯した場合の戒めにあるとしている。

## 正体についての学説
船幽霊が船に取り憑いて動きを阻むともいわれるが、これは現代ではある程度の科学的な説明がなされており、内部波による現象とされている。例えば、大河の河口に近い海域ではその影響により塩分濃度の小さい水域ができるが、塩分濃度の低い水は比重が軽いので通常の海水の上層部（海面）に滞留し、しかも双方の水は簡単に混じり合わず、はっきりした境界面を形成する。その境界面付近に船のスクリュープロペラがある場合、いくら回転させてもエネルギーは水の境界をかき乱し、内部波を作るだけに消費されて、結果として船が進まなくなるというものである。極地方で氷が溶けて海水中に流れた場合にも同様の現象が起こることは極地探検家のナンセンも記録している。このように、塩分、水温、水圧などによる海水の密度の変化に伴う内部波が船の前進を妨げるという説が唱えられている。

## 各地の船幽霊
いなだ貸せ（いなだかせ）
福島県沿岸。「いなだ（ひしゃく）貸せ」と船上の人に話しかける。「いなだ」とは船で用いられるひしゃくのことで、これに穴をあけて渡さないと、たちまち船に水を入れられて沈没させられてしまう。

ムラサ
島根県隠岐郡都万村（現・隠岐の島町）。この地では、潮の中に夜光虫が光っている様子をニガシオというが、その中にボーっと光りながら丸く固まっているものがムラサである。船が上に乗りかかるとパッと散らばってしまう。
また、夜に突然にして海がチカッと光って明るくなることがあるが、これはムラサにとりつかれたためであり、竿の先端に刀や包丁をつけて海面を数回切るとよいという。
夜走り（よばしり）
山口県阿武郡相島（現・萩市）。船が白い帆をまいて走ると、一緒に走って来る。灰をまいて音をたてると退散する。
ウグメ
長崎県平戸市、熊本県御所浦島などの九州地方。船がこれに取り憑かれると航行が阻まれるといい、平戸では風もないのに突然帆船が追いかけて来るともいう。九州西岸地方では船や島に化けるともいう。この怪異を避けるために平戸では灰を放り込むといい、御所浦島では「錨を入れるぞ」と言いながら石を投げ込み、それから錨を放り込むという。煙草を吸うと消えるともいう。淦取り（あかとり。船底にたまる水を取る器）をくれといって現れるともいい、淦取りの底を抜いて渡さないと船を沈められるという。
迷い船（まよいぶね）
福岡県遠賀郡、同県宗像市鐘崎。盆時期の月夜の晩、海に帆船の姿となって現れるもの。怪火が現れたり、人の声が聞こえることもあるという。
亡霊ヤッサ（もうれんヤッサ）
千葉県銚子市、海上郡（現・旭市）。霧の深い日や時化の日に漁船のもとに現れる船幽霊で、海難事故の水死者の霊が仲間を増やそうとしているものといわれる。「モウレン、ヤッサ、モウレン、ヤッサ、いなが貸せえ」との声が船に近づき、突然海から「ひしゃくを貸せ」と手が飛び出すが、やはりひしゃくを貸すと船を沈められるので、底を抜いたひしゃくを渡すという。「モウレン」は亡霊、「いなが」はひしゃくの意味で、「ヤッサ」とは船を漕ぐ掛け声。妖怪漫画家・水木しげるの著書での表記は「猛霊八惨」（もうれいやっさん）であり、水木の出身地・鳥取県境港市ではこの猛霊八惨を鎮める祭礼も開催されている。
ミサキ
詳細は内部リンク先を参照。福岡県などでは船幽霊の一種とみなされている。
なもう霊（なもうれい）
岩手県九戸郡宇部村小袖（現・久慈市）に伝わる海に出没する黒い船とともに現れる妖怪で、時化（しけ）の時などに櫂（かい）をよこせと無理をいうが、返事をしたり、櫂を貸してはならないとされる。

## 日本以外の類似怪異
『桂林漫録』（寛政12年）の記述として、「覆溺（ふくでき）して死せる者の鬼（ここでは幽霊を指す）を覆舟鬼ということ」、「海外怪妖記に見たりと」とあり、日本人によって船幽霊に当たる怪異が中国にもあったことが記されている。また、中国には、「鬼哭灘（キコクタン）の怪」という怪異の伝承があり、はげた怪物が舟を転覆させようとするとされる（こちらは海坊主に近い）。